# Любит — не любит (фильм, 2002)
«Любит — не любит» (фр. À la folie… pas du tout) — французский фильм режиссёра Летиции Коломбани, вышедший в 2002 году.

## Сюжет
Две стороны одной медали: одна история, рассказанная с двух противоположных точек зрения.
Анжелика живёт в Бордо, работает официанткой в маленьком кафе и учится на художника, готовит свою первую выставку. Анжелика счастлива. Счастлива потому, что любит. Объект её любви — Лоик Ле Гаррек, врач-кардиолог с хорошей практикой, умный, сильный, добрый. Но и у него есть недостатки — он женат, хотя и несчастлив в браке. Постепенно жизнь доктора Гаррета начинает рушиться: у беременной жены в результате аварии случился выкидыш, а самого Лоика обвиняет в нападении одна из пациенток, которая на следующий же день умирает при весьма сомнительных обстоятельствах…

## В ролях
- Одри Тоту ― Анжелика
- Самюэль Ле Бьян — Лоик Ле Гаррек
- Изабель Карре — Рашель
- Клеман Сибони — Давид
- Софи Гиймен — Элоиза

## История проката

### Даты премьер
Даты приведены в соответствии с данными IMDb.
- Франция — 27 марта 2002
- Бельгия — 3 апреля 2002
- Китайская Республика — 17 мая 2002
- Израиль — 20 июня 2002
- Германия — 29 августа 2002
- Швейцария — 29 августа 2002 (немецкоговорящие регионы)
- Эстония — 20 сентября 2002
- Италия — 27 сентября 2002
- Польша — 11 октября 2002
- Норвегия — 19 октября 2002
(показ на международном кинофестивале в Бергене)
- Испания — 8 ноября 2002
- Норвегия — 15 ноября 2002
- Венгрия — 21 ноября 2002
- Великобритания — 22 ноября 2002
- Чехия — 5 декабря 2002
- Республика Корея — 14 февраля 2003
- США — 14 февраля 2003 (ограниченный прокат)
- Австрия — 21 февраля 2003
- Греция — 28 февраля 2003
- Швеция — 11 апреля 2003
- Япония — 26 апреля 2003
- Финляндия — 2 мая 2003
- Дания — 9 мая 2003
- Бразилия — 12 сентября 2003 (ограниченный прокат)
- Турция — 31 октября 2003
- Таиланд — 14 мая 2004 (ограниченный прокат)
- Аргентина — 10 марта 2005 (премьера на видео)

## Критика
Фильм, неоднократно сравниваемый кинокритиками с «Амели», получил в целом положительную реакцию, получив 73% рейтинг на Rotten Tomatoes.
В Соединённых Штатах Мик Ласалль отметил, что это был первый полнометражный фильм Летиции Коломбани, и он представляет собой настолько уверенный дебют, насколько это возможно. Она правильно сделала, что выбрала Одри Тоту на главную роль. Тоту снялась в нескольких фильмах, но в Америке она известна только по одному, «Амели», в котором она сыграла невинную девушку с широко раскрытыми глазами. Здесь она с такими же широко раскрытыми глазами, но если она невиновна, то только по причине безумия. «Любит — не любит» не имеет своего собственного очарования, но часть его злой силы заключается в том, что это анти-Амели, представляющая романтическую фиксацию не как благородную и милую, а объективно, как нечто эгоистичное и изменчивое....[фильмом] движет проницательное видение и, под его холодной французской поверхностью, хорошо видно чувство морального негодования. Тоту не могла быть лучше: она приводит в бешенство, а также эмоционально присутствует в каждом моменте на экране. Ричард Шикель назвал Коломбани потрясающе уверенным режиссёром, чья дважды рассказанная история является основой для замысловато ироничного, мрачно остроумного фильма с изюминкой в финале, которая одновременно совершенно удивительно и совершенно правильно; по сравнению с игрой Тоту в «Амели», фильм демонстрирует более опасный вид невинности с очарованием, которое переходит в навязчивое безумие очень мягкими, убедительными шагами. Главным образом, это потому, что этот французский фильм привносит холодную, почти паскалевскую логику в грязную тему эротомании.
В Соединённом Королевстве газета The Independent назвала фильм уверенным, хотя и немного слишком очевидным триллером начинающего режиссёра Летиции Коломбани; оригинальность сюжета фильма, названного долгожданным изменением по сравнению с оскорбительным сценарием презираемая женщина, в котором так много фатальных аттракционов, несколько теряется в её обработка — которая сначала показывает точку зрения Анжелики, а затем перематывает, чтобы показать точку зрения Лоика. Но серьёзным плюсом является Тоту, чья жуткая, тревожащая игра доказывает, что Амели с широко раскрытыми глазами — молодая актриса с широким диапазоном. Газета The Evening Standard назвала его неисправимо плохим французским фильмом с персонажами, которые являются карикатурными изображениями добра и зла. К тому времени, когда мы разберемся, что происходит на самом деле, будет слишком поздно: Анжелика заслужила нашу ненависть, а Лоик показал себя слишком пассивным, чтобы заинтересовать нас.

## Сборы
Во Франции на фильм было продано 580 084 входных билета, для сравнения, фильм «Амели», один из самых успешных фильмов Франции в прокате, продал 8 635 307 билетов.
Фильм, выпущенный ограниченным тиражом в 23 кинотеатрах Северной Америки, собрал в прокате 1 011 102 доллара. Он имел скромный успех на международном уровне, собрав $101 483 в Австрии, $13 306 в Чехии, $92 473 в Финляндии, $720 970 в Германии, $116 274 в Гонконге, $60 825 в Венгрии, $42 151 в Польше, $25 354 на Тайване и $140 124 в Турции, в общей сложности по всему миру в размере 5 126 264 долларов США.